# Arthur Ramette
Pour les articles homonymes, voir Ramette.
Arthur Ramette , né le 12 octobre 1897 à Caudry (Nord) et mort le 15 décembre 1988 à Seclin (Nord), est un homme politique français. 
Adhérent au Parti communiste dès 1920, il exerce des responsabilités à la Fédération du Nord, devient membre du comité central, puis également du bureau politique de ce parti.
Il est député du Nord à plusieurs reprises entre 1932 et 1973, et sénateur de 1952 à 1956.

## Biographie

### Enfance et jeunesse
Arthur Ramette est né en 1897 à Caudry (Nord), dans une famille qui n'était pas fortement engagée dans le mouvement ouvrier. Après le décès de son père Arthur Pierre Joseph Ramette, artisan plafonneur, de tendance républicaine, sa mère Sophie Benoit, de famille catholique, mais non pratiquante, se fait embaucher en 1906 comme dévideuse dans une usine textile. Arthur commence à travailler à douze ans après avoir passé son certificat d’études primaires.
À quatorze ans, Arthur Ramette devient apprenti mécanicien (ajustage et forge) chez un petit patron et adhère au syndicat de sa corporation. En 1914, il n'est pas mobilisé car il n'a que dix-sept ans. Par la suite, Caudry est occupée par les Allemands. Arthur doit faire deux mois de prison en 1918 pour avoir refusé de participer à des travaux forcés au profit de la Reichswehr.
Sous l'influence de son frère ainé, militant SFIO, qui sera tué à la guerre, Arthur était sympathisant des jeunesses socialistes avant 1914. Il en devient secrétaire de la section de Caudry au lendemain du conflit. Son biographe, Yves Le Maner, note qu'il s'était formé une solide culture autodidacte pendant les années d'occupation et qu'il était devenu un colosse d'un mètre quatre-vingt-dix, pesant plus de cent kilos et pratiquant régulièrement la boxe.

### Premières responsabilités au PCF
Athur Ramette reprend son métier de mécanicien. En 1919, il devient secrétaire du syndicat CGT des Métaux de Caudry et adhère au Parti socialiste SFIO. Au début de l'année 1920, il participe à la fondation de la section locale du Comité de la Troisième Internationale, qui regroupe les partisans de la révolution russe. À Caudry, ils sont nettement majoritaires lors de la préparation du congrès de Tours.
C'est donc dès le congrès de Tours qu'Arthur Ramette adhère au Parti communiste. En 1922, il devient secrétaire de la section de Caudry. En 1923, il accède à la commission exécutive de la Fédération communiste du Nord. Il épouse Alia Bricout, avec qui il aura un fils.
En 1924, Ramette fait la connaissance de Maurice Thorez, alors secrétaire de la Région Nord. Les deux hommes resteront toujours liés. Candidat aux élections législatives sur la liste du Bloc ouvrier et paysan du Nord, il échoue de peu. En 1925, il est nommé permanent au « rayon » (section) de Roubaix-Tourcoing-Halluin. Il suit les cours de l'École léniniste de Tourcoing, puis, à la fin de l'année 1925, pendant deux mois, ceux de l'École centrale du parti à Clichy. Il y rencontre Manouilsky.
De retour dans le Nord, Ramette reprend un travail de mécanicien à la coopérative de Caudry et occupe divers postes de responsabilité au Parti où il applique la politique « classe contre classe » (voir Histoire du PCF) : secrétaire à l'organisation de la région, secrétaire du rayon de Lens. En 1927, il s'investit également dans l'organisation des grèves de mineurs. Candidat aux législatives de 1928, à Béthune, il est distancé par le candidat socialiste. La compétition est sévère, dans la région, entre socialistes et communistes. Le premier mai 1929, Ramette est impliqué dans un affrontement physique avec les forces de l'ordre d'abord, puis avec les socialistes. Il est condamné à un mois de prison.
En avril 1929, lors du congrès de « La Bellevilloise », à Saint-Denis, Arthur Ramette demande un aménagement de la politique « classe contre classe » dans les départements où la SFIO est bien implantée dans la classe ouvrière. Il s'oppose ainsi à Benoît Frachon et Maurice Thorez, mais ce dernier lui confie néanmoins la responsabilité de la région après la démission du précédent responsable qui est hostile au principe même de cette politique.
En juin 1930 à Roubaix, de violents incidents éclatent entre grévistes CGTU et policiers. Cet épisode est connu sous le nom de « barricades de la rue des Longues-Haies ». Pour avoir exalté l'événement dans le journal communiste l'Enchaîné, et également à cause des violents affrontements qui avaient éclaté à Lens entre communistes et socialistes, Ramette est arrêté le 30 juin 1931 et condamné à deux ans de prison ferme, peine finalement réduite à dix-huit mois le 9 avril 1932. Il en profite pour se consacrer à la lecture des classiques du marxisme.

### Entrée au Parlement et au Bureau politique du PCF
Alors qu'il est toujours incarcéré, Ramette est élu député de Douai. C'est le début d'une longue carrière parlementaire. L'année 1932 marque également une confirmation dans l'appareil du parti : Ramette entre au Comité central, comme titulaire à l'occasion du Congrès de Paris. Il est également convoqué à toutes les réunions du Bureau politique où il n'entre officiellement qu'au Congès de Villeurbanne, en 1936. Réélu à la chambre des députés en 1936, il assume la fonction de secrétaire de la Chambre de 1936 à 1939. Il effectue de nombreuses interventions à la tribune, ayant souvent pour objet la défense de la classe ouvrière : assurances sociales, chômage, questions salariales, marché charbonnier… Habituellement mesuré, sa corpulence pousse parfois Ramette à quelques débordements, comme le 21 février 1936 où il frappe au visage Philippe Henriot qui avait prononcé une diatribe contre les communistes ou qu'il verse en juin 1937 son verre de vin rouge sur le smoking du député de Paris, Charles des Isnards, qui revenait d'une soirée mondaine. Lorsqu'en janvier 1938, il rappelle les revendications sociales des communistes, le président du Conseil Camille Chautemps lui répond : « Je propose des mesures d'austérité et vous me présentez un catalogue de revendications. S'il en est ainsi, M. Ramette, je vous rends votre liberté ! » Cet échange marque la fin du Front populaire.
Ses activités de parlementaire à Paris ne l'empêchent pas de travailler également sur le terrain, dans le Nord. Ses efforts sont payants, puisqu'en 1936 les effectifs du PC dans le département du Nord passent de 4 000 à 24 000 : l'Enchaîné voit son tirage grimper à 44 000 exemplaires pour le Nord et à 27 000 pour le Pas-de-Calais.

### Seconde Guerre mondiale
Lorsque le Parti communiste est dissous par le gouvernement, le 26 septembre 1939 (voir Histoire du Parti communiste français), le groupe communiste de la Chambre est remplacé par le Groupe ouvrier et paysan français, dont le président est Ramette, le secrétaire général étant Florimond Bonte.
Ramette plonge rapidement dans la clandestinité et maintient le contact avec le groupe dirigeant réuni à Bruxelles autour de Jacques Duclos et Eugen Fried. Porté insoumis le 9 mars 1940, Ramette est condamné par contumace le 3 avril 1940, à cinq ans de prison et à 5 000 francs d’amende pour reconstitution de ligue dissoute
. En mai 1940, le jour même où sa femme est arrêtée par la police belge (elle sera relâchée quelques jours plus tard), il s'embarque à Amsterdam sur la paquebot Molotov qui vient d'être construit par un chantier naval hollandais et se dirige vers l'URSS. Ramette voyage en compagnie de Palmiro Togliatti et de Raymond Guyot. Il retrouve Maurice Thorez et André Marty à Moscou. En juin 1941, après l'invasion de l'URSS par les troupes allemandes, tous seront regroupés à Oufa, dans la Bachkirie.
Ramette est chargé des émissions vers la France, à Lino-Radio. À Oufa, il continue ses émissions vers la France à partir du « Poste du front national de lutte pour la libération de la France » où il est aidé par Félix Gouin. Selon Yves Le Maner, Ramette utilise les données obtenues par l'écoute des différentes radios et les informations transmises de France par Raymond Guyot et Léon Mauvais et il rédige une moyenne de huit pages de copie par jour qu'il lit lui-même au micro.
En 1943, alors qu'André Marty a rejoint de Gaulle à Alger, Arthur Ramette revient à Moscou pour le remplacer dans les négociations avec la légation française. En février 1944, avec Thorez, il demande au délégué du Comité français de la Libération nationale à Moscou l'autorisation de se rendre à Alger, mais ils se heurtent à un refus. Ramette et Thorez ne rentreront en France que le 24 novembre 1944. C'est à Paris qu'Arthur Ramette retrouve sa femme dont il était sans nouvelles depuis son arrestation, le jour même de son départ de Bruxelles en mai 1940.

### Fin de carrière
Arthur Ramette réintègre le Bureau politique du PCF dès son retour en France. Il y reste jusqu'en 1950, date à laquelle il est remplacé par Jeannette Vermeersch.
Arthur Ramette est réélu député dans la 2e circonscription du Nord en 1945 et occupe des responsabilités dans la Fédération du Nord. Il reste parlementaire, député ou sénateur jusqu'en 1973. Battu aux législatives de 1951 à la suite de l'alliance entre les socialistes et les indépendants, il se fait élire sénateur en 1952 et parvient à retrouver son siège de député de 1956 à 1958 puis de 1962 à 1973, où il a pour suppléant Grégoire Leleux. Il est également conseiller général de Douai de 1945 à 1955 et conseiller municipal de Lille entre 1947 et 1963. En 1967, il est cloué au lit par un très grave accident d'automobile et il se retire finalement de la vie publique en 1973.